# Friedhofskapelle (Böckingen)

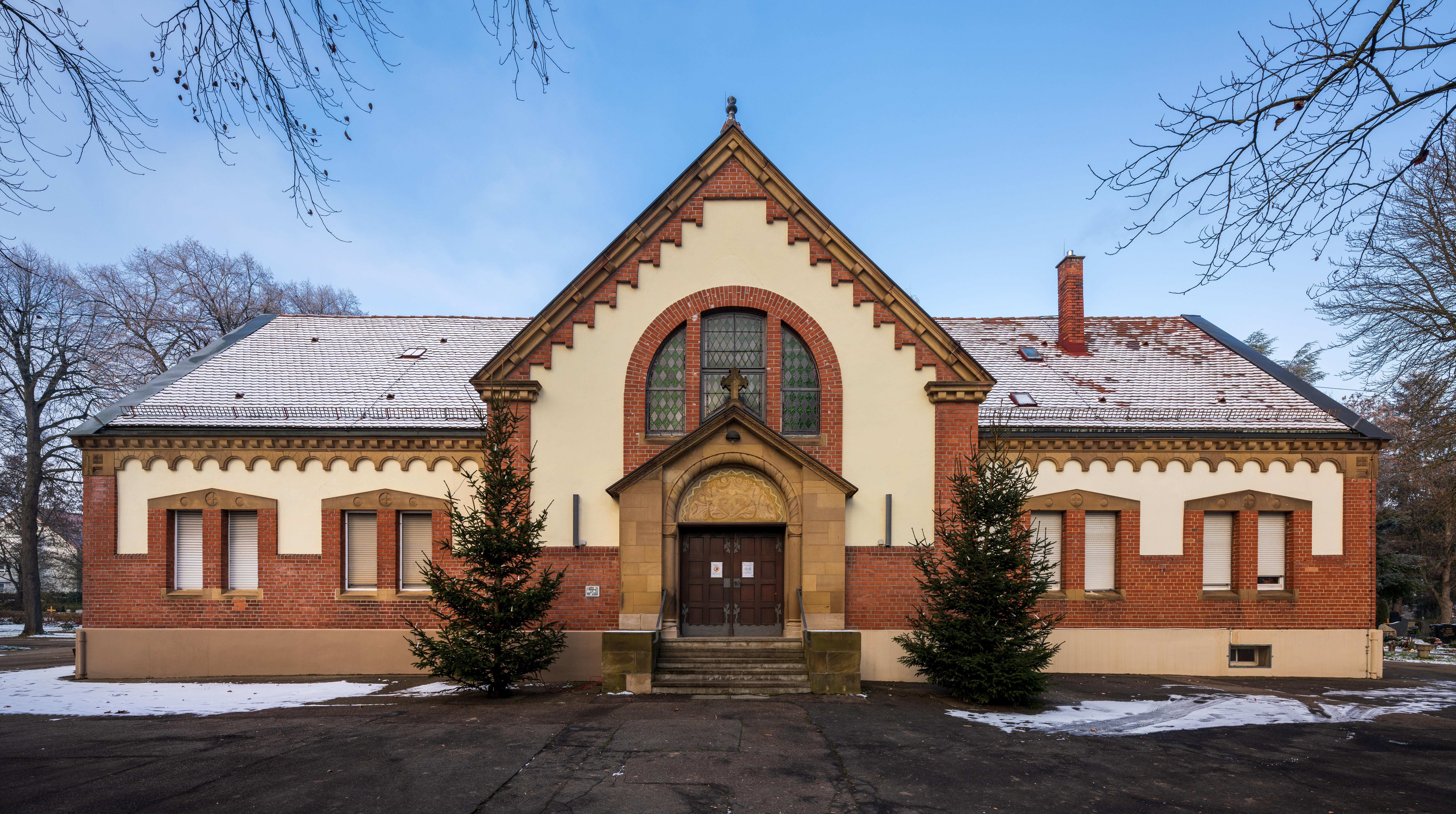
Friedhofskapelle in Heilbronn-Böckingen

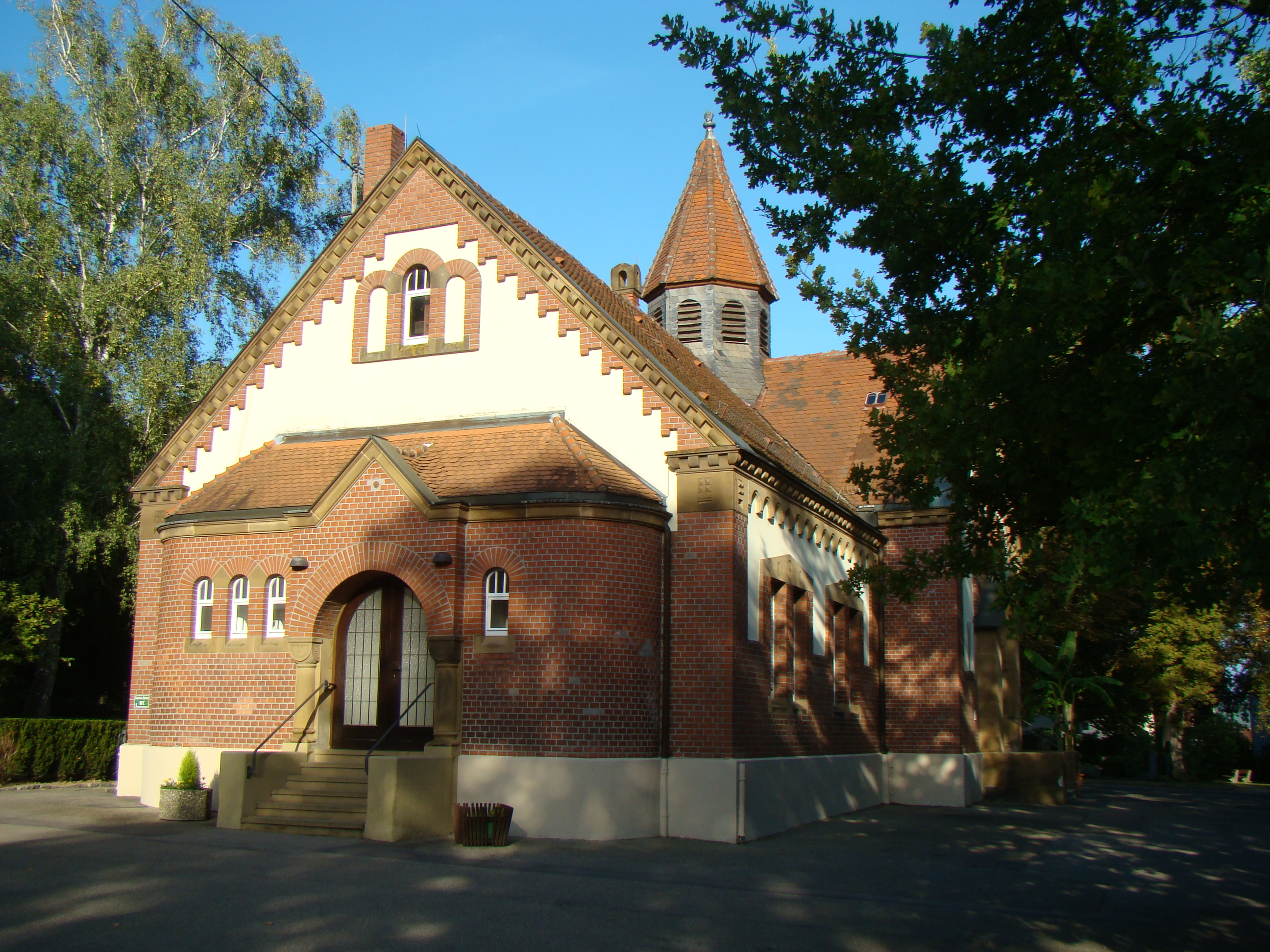
Westportal

Die Friedhofskapelle im Böckinger Friedhof an der Heidelberger Straße 60 steht als Teil des Friedhofs, der ein Kulturdenkmal ist, unter Denkmalschutz.

## Geschichte

Friedhofskapelle beim Bau 1905

Als im Jahr 1905 ein neuer Friedhof an der Heidelberger Straße angelegt wurde, errichtete man dort eine Friedhofskapelle als eklektizistisches Sakralgebäude nach Plänen von Karl Tscherning, wobei Baustile der Neuromanik und des Klassizismus zusammenflossen. Im Inneren des Aussegnungsraumes wurde nach 1918 ein Kriegerdenkmal (Namenstafeln) für die Böckinger Gefallenen des Ersten Weltkriegs 1914–1918 angebracht.
Die Kapelle hat nicht nur für Trauerfeiern gedient. Nach 1945 und bis zur Einweihung der Auferstehungskirche im Jahr 1959 wurde die Kapelle auch als Gotteshaus für die Böckinger Gemeinde des dritten Bezirks benutzt. Pfarrer Zimmermann notierte im Februar 1949: „Wir haben (…) Kindergottesdienste: In der Kirche erfassen wir in drei Abteilungen 900 Kinder und in der Auferstehungskirche (Friedhofskapelle) 500 Kinder.“
Ab 1966 zeichnete sich im Böckinger Friedhof ebenso wie im Klingenberger Friedhof Platzmangel ab. Darum wurde 1978 für beide Orte der Westfriedhof zwischen Klingenberg und Böckingen im Gewann Neipperger Weg angelegt. Gegenwärtig finden im Böckinger Friedhof allerdings noch Bestattungen in bestehenden Familiengräbern oder reservierten Urnengräbern statt. Die Kapelle dient daher weiterhin für Trauerfeiern.

## Baubeschreibung

### Neoromanik
Als neoromanisch gilt das Rundbogenfries an der Giebelseite und unterhalb des Gebälks am Dachansatz. Weiterhin das Portal links mit den Säulen. An der Vierung, dem Schneidepunkt von Quer- und Langhaus, befindet sich ein Dachreiter im Stil der Neoromanik auf dem Grundriss eines Oktogon.

### Klassizismus
Klassizistische Elemente sind die Bearbeitung und Einfassung der Gebäudenecken mit Pilastern aus Backstein. Die „Pilasterköpfe“, die Kapitelle finden ihre Ausformungen in einem Gebälk. Dieses Gebälk imitiert das Kranzgesims oder Geison antiker Tempel des Hellenismus.

### Jugendstil
Hennze
ordnet die Fenstergewände, Portale und die Details der Fassade, die verputzt sind, dem Jugendstil zu.